# Objektni kod
Objektni kod je programski kod koji se dobije prevođenjem izvornog koda. Taj proces obavlja program prevoditelj.

Datoteka objektnog koda obično ima nastavak .o ili .obj. U daljnjem procesu programiranja, objektni kod obrađuje program povezivač koji ga pretvara u izvedbeni kod.
Radi veće algoritamske učinkovitosti, koristimo se optimizatorima.
Vidi kompatibilnost s objektnim kodom, objektna datoteka, Object-code Buffer Overrun Evaluator, boot loader.